# Cappont
Cappont (o Cap-Pont) és un barri de la ciutat de Lleida, al marge esquerre del riu Segre. L'any 2012 tenia 12.193 habitants. El nom del barri prové del concepte bèl·lic cap de pont, que és el terreny que un exèrcit aconsegueix ocupar a un enemic situat a l'altra banda d'un riu. També pot provenir del mot cappont, que significa "cap o extrem d'un pont" i s'aplica especialment per referir-se a la banda per accedir a la qual s'ha construït. Així doncs, Cappont seria el cappont de Lleida perquè es troba a l'altra banda del Pont Vell, una infraestructura que ha tingut diverses estructures al llarg del temps però que s'ha mantingut en el mateix indret des de l'època romana. Els termes Cap-pont o Cap-Pont, amb guionet, podrien correspondre a una evolució recent del concepte cap de pont. Oficialment, i seguint les normes ortogràfiques de l'Institut d'Estudis Catalans, el terme correcte és Cappont, que és el que figura al Nomenclator Oficial de Catalunya, i és l'emprat per l'Ajuntament de Lleida, el Col·lectiu Cultural Cappont i d'altres institucions. Tot i això, el topònim amb guionet encara és utilitzat i es pot veure en alguns espais públics.

## Geografia
Cappont té una extensió aproximada de dos km² i és delimitat pel riu Segre al nord, el canal de Seròs i la via ferroviària a l'est i la carretera N-IIa al sud i a l'oest.
S'ubica fora del perímetre de les antigues muralles de la ciutat i a l'antigor l'envoltava l'areny major del riu.
Cappont limita amb la Bordeta, l'altre gran barri del marge esquerre de Lleida.

### Els carrers i places de Cappont
La Plaça d'en Bores dona la benvinguda al barri si s'entra des del Pont Vell. La plaça, precisament, s'anomena així en honor de l'enginyer Josep Bores i Romeu, autor del Pont Vell de 1911. Des d'aquest mateix indret hom entra als Camps Elisis i s'inicia l'Avinguda de les Garrigues, principal arteria del barri. Aquesta és una avinguda d'uns 1,4 km de llargària i connecta Cappont amb la Bordeta. Deu el seu nom perquè a l'antigor era el vial amb el qual s'accedia a Lleida venint des de les Garrigues. L'Avinguda de les Garrigues divideix el barri en dues meitats diferenciades.
L'actual Avinguda del President Tarradellas era coneguda anteriorment com a Avenida de los Mártires, ja que fou un dels indrets on les tropes republicanes executaren enemics del bàndol franquista. Va formar part de l'antiga carretera de Barcelona, la Nacional II, fins que a la dècada dels 70 es construí un nou pont sobre el Segre que en desvià el recorregut i evità el trànsit pel centre de la ciutat. La riuada del 1982 va malmetre bona part dels habitatges del carrer i els veïns van haver d'abandonar-lo. Això no obstant, les llars foren ocupades per famílies d'ètnia gitana, constituint unes de les zones més degradades de la ciutat. Els gitanos foren reallotjats durant la segona meitat de la dècada dels 90, al mateix temps que avançaven les obres de canalització del riu.

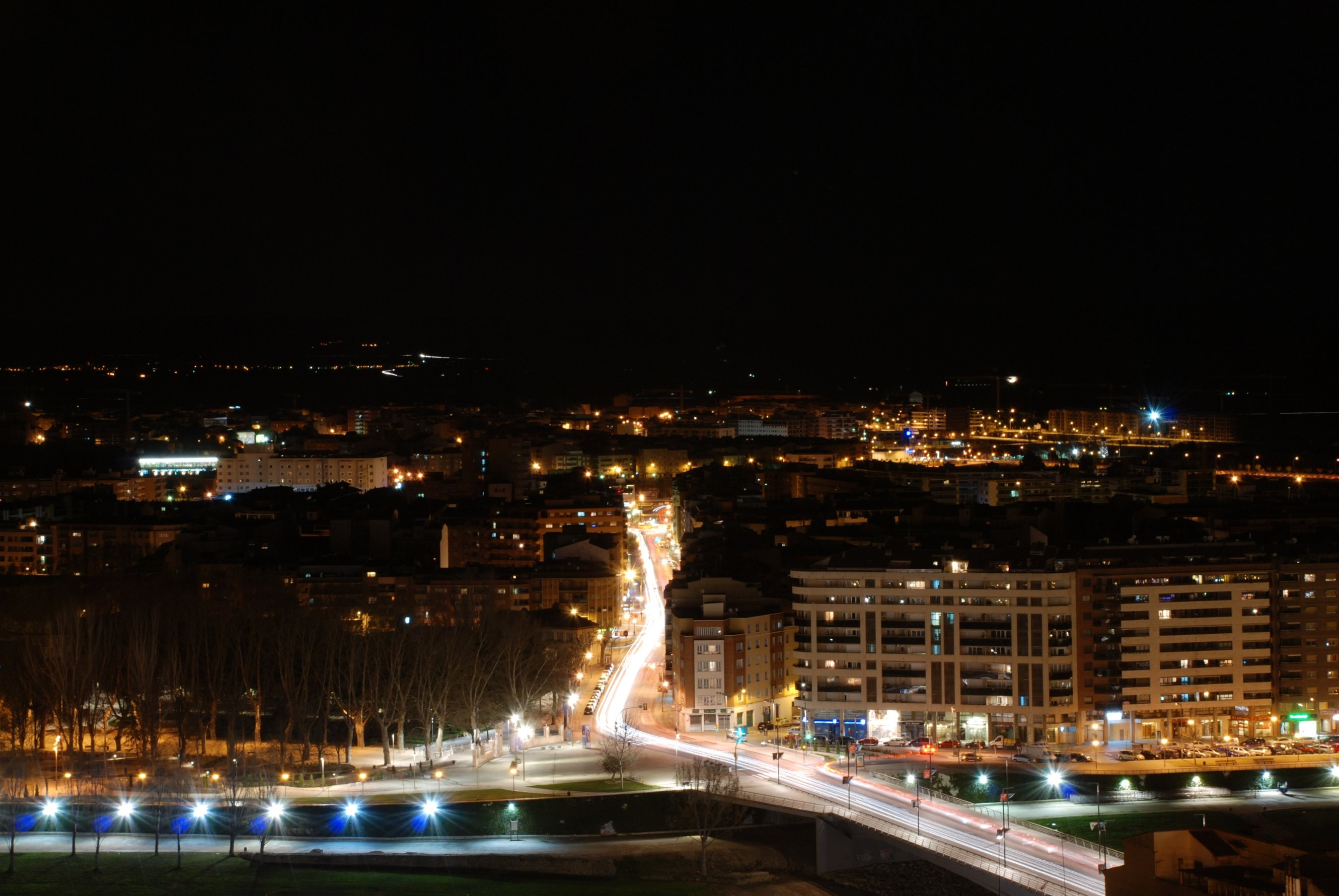
Cappont de nit

Durant la dècada dels 60 se soterrà bona part de la séquia de Torres, que neix al canal de Seròs, a Pardinyes, i arriba fins a Torres de Segre. La séquia transcorre normalment paral·lela al riu i constituïa una barrera física al barri. Fruit d'aquest soterrament van aparèixer les avingudes d'Alacant i València. Un petit tram del canal quedà descobert darrere del Campus de la UdL fins a l'any 2010.
El carrer més popular del barri és probablement la rambla Doctora Castells, anomenada en honor de Martina Castells i Ballespí, una lleidatana que fou la primera dona d'Espanya doctora en Medicina. La rambla travessa el barri d'est a oest i connecta l'Avinguda de les Garrigues amb el campus universitari.
Pel que fa a la toponímia dels carrers en general, trobem nombrosos noms de riu: riu Ebre, riu Francolí, riu Llobregat o riu Besòs. La guerra dels Segadors ha deixat carrers dedicats a la batalla del Bruc, la batalla de Santa Cecília o el Marquès de Leganès Diego Mesía Felípez de Guzmán. Finalment, la realitat religiosa ha donat noms de carrers com Sant Joan de Mata (fundador de l'ordre dels Trinitaris), el carrer dels Agustins o la plaça de la Sagrada Família.

## Història

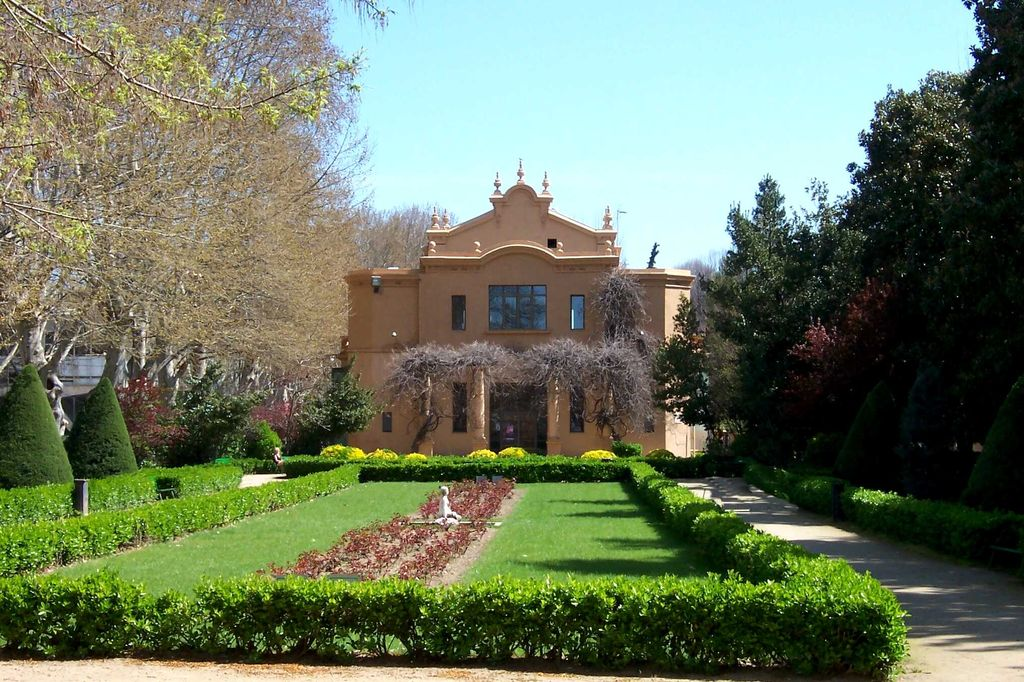
Parterre de la Font de la Sirena

A l'antiguitat, el barri era un raval de la ciutat de Lleida anomenat la Pobla de Cappont. És probable que els primers assentaments datessin ja de l'època romana, quan es construí el pont sobre el riu Segre. El 1149 les tropes de Ramon Berenguer IV i Ermengol VI conqueriren la ciutat als sarraïns i es repoblà el barri amb gent procedent de la Noguera, que convisqué amb la població morisca fins que es van expulsar els moros al segle xvii. La Pobla tenia tres hostals i acollia artesans de diverses professions, com ara cistellers, ferrers o fusters. També se sap per documents de l'època que hi residien artistes com l'escultor Carles Gualter o el pintor Pere Garcia de Benavarri.
Els repobladors van donar a la Pobla el sobrenom d'Illa de Mallorca, perquè els diversos braços del riu Segre, l'arbrat i les construccions defensives la protegien com si es tractés d'una illa.
L'any 1643, durant la Guerra dels Segadors, les tropes castellanes conqueriren i destruïren la Pobla de Cappont. Enderrocaren les fortificacions existents i hi construïren un revellí i des d'aleshores es prohibí residir i treballar al barri. Això no obstant, tot i aquesta prohibició s'hi instal·laren petites indústries com filadores, sargaires o serradors.
A partir de la segona meitat del segle xix, sota el mandant de l'alcalde Manuel Fuster, es decidí recuperar Cappont per integrar-lo a la ciutat. S'inicià la construcció d'uns jardins públics sobre l'indret on s'ubicava la Pobla de Cappont (1864), els Camps Elisis, inspirant-se en l'avinguda parisenca del mateix nom. El 8 d'agost de l'any 1869 s'aixecà la prohibició de poblar l'indret i ràpidament s'urbanitzà.
El 1946 nasqué Fira de Lleida, que celebra els seus certàmens als Camps Elisis. Fira de Lleida és en l'actualitat la segona institució firal de Catalunya i preveu expandir-se doblant el seu espai actual.
Durant els anys 70 el barri va experimentar un notable creixement demogràfic degut principalment a gent que venia a viure i treballar a Lleida provinent d'altres contrades de fora de Catalunya.
L'any 1982 es desbordà el riu Segre provocant la inundació de bona part del barri de Cappont. Des d'aleshores es van portar a terme un seguit d'actuacions encaminades a millorar certs aspectes del barri: es van asfaltar carrers, es va construir la Rambla de la Doctora Castells i es va iniciar la canalització del riu Segre al seu pas per Lleida.
L'any 1995 s'inicià la construcció al barri del nou campus de la Universitat de Lleida, amb el trasllat de diverses facultats i l'obertura de la biblioteca central de la institució. Al voltant del nou campus es crearen diversos edificis d'habitatges i s'obriren establiments d'oci i restauració.
Al final de la primera dècada del segle xxi el barri s'expandeix amb la urbanització de part de les partides de la Copa d'Or i Sot de Fontanet, unint així les trames urbanes de Cappont i la Bordeta. La nova zona contempla la construcció de 2.500 habitatges i diversos equipaments comercials i de serveis, tot i que la crisi econòmica n'ha paralitzat molts.

## Activitats culturals i esportives
El 1980 se celebrà la primera edició de l'Aplec del Caragol en un antic xoperal del riu Segre, ubicat al marge de Cappont. Des del 1993 se celebrà als Camps Elisis i ha esdevingut la festa més popular de la demarcació, amb més de 200.000 visitants cada edició.
La festa major del barri se celebra la setmana de Sant Joan.
El recinte dels Camps Elisis és, a més, l'escenari principal de la Festa Major de Sant Anastasi de Lleida i de la Festa de la Tardor de Sant Miquel. Moltes de les activitats culturals del barri són organitzades pel Col·lectiu Cultural Cappont i l'Associació de Veïns de Cappont. A nivell esportiu, destaca el club de futbol base Atlètic Segre.

## Equipaments

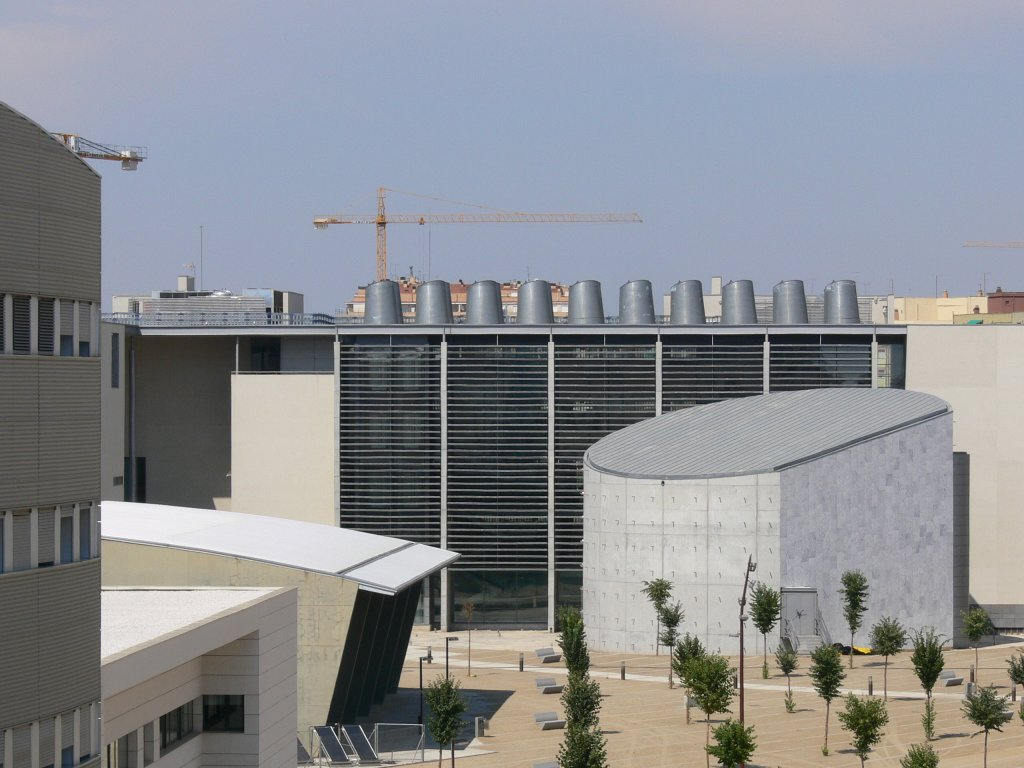
El Campus de Cappont de la UdL

### Educació
A més del campus de la Universitat de Lleida, Cappont compta en l'actualitat amb tres centres d'educació primària gestionats per la Generalitat de Catalunya (Camps Elisis, Frederic Godàs i Francesco Tonucci) i una escola bressol de titularitat municipal.
Per a cursar l'ensenyament secundari, no obstant això, cal desplaçar-se fora del barri, ja que Cappont no disposa de cap centre d'educació secundària. Des de 2003 l'associació de veïns de Cappont reclama la creació d'un institut d'educació secundària en considerar que és l'únic barri de la ciutat que encara no en disposa i que la seva població ho justifica. L'any 2009 l'ajuntament va cedir a la Generalitat un solar al costat de l'Escola Frederic Godàs, tot i que aquesta encara no s'ha aprovat.

### Esports
El barri té dues piscines públiques, unes a l'aire lliure inaugurades l'any 2004 i unes de cobertes que romanen tancades des de 2007 a l'espera d'una reforma.
Cappont acull les instal·lacions del Club Atlètic Segre, un dels principals equips amateurs de futbol de Lleida. L'Atlètic Segre té un estadi de gespa artificial, el Ramon Farrús, inaugurat l'any 1999.

### Salut
Cappont té un centre d'atenció primària, el CAP Cappont, inaugurat l'any 2001, i que és el centre de referència de tot el barri i part de l'Horta de Lleida; tanmateix, l'any 2007 l'ajuntament va cedir un solar perquè la Generalitat hi construeixi eventualment un segon centre d'atenció primària. A la partida de la Copa d'Or, al sud del barri, la mútua Aliança hi té previst construir una clínica.
El juliol del 2011 es va inaugurar el Mercat de Cappont, que consta de parades tradicionals, un supermercat i un espai destinat a crear un nou equipament social.

## Comunicacions
El que antigament era un raval de difícil accés és en l'actualitat un barri integrat al nucli urbà de Lleida gràcies als quatre ponts i les tres passarel·les de vianants que l'uneixen amb la resta de la ciutat.
Durant segles un únic pont connectava Cappont amb Lleida, el Pont Major, l'actual Pont Vell. L'any 1973 s'inaugurà un nou pont que desviaria el recorregut de la carretera N-II, que fins aleshores passava pel bell mig de Cappont i del centre de Lleida. El 1993 s'enllestí el Pont de la Universitat, que unia l'Avinguda de Catalunya i la Plaça Espanya amb el nou campus de la UdL. El 1997 s'obrí la passarel·la del Liceu Escolar, el primer pont exclusiu de vianants de Lleida, que connectava el centre de Cappont amb l'Avinguda de Blondel. Des del 2003 una segona passarel·la connecta els Camps Elisis amb l'Avinguda del Segre de Pardinyes.
L'any 2010 s'inaugurà el pont de Príncep de Viana, dissenyat per l'enginyer navarrès Javier Manterola que connecta el barri amb el carrer Príncep de Viana, passant per l'estació Lleida-Pirineus. Finalment,el mateix any s'inaugurà una altra passarel·la que uneix el campus universitari de Cappont amb l'Avinguda de l'Alcalde Areny.
Des de Cappont s'accedeix directament als accessos viaris LL-11 i LL-12, que connecten Lleida, respectivament, amb l'autovia A-2 i l'autopista AP-2.
Després de la remodelació de la xarxa d'Autobusos de Lleida executada l'any 2013, sis de les deu línies que té el servei (2, 3, 5, 6. 7 i 9) disposen d'alguna parada al barri.

## Galeria fotogràfica

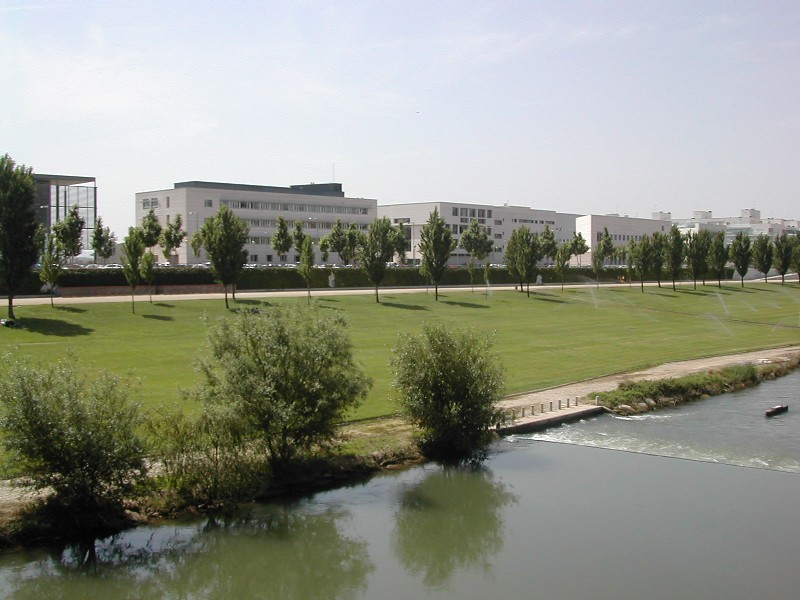
El campus de Cappont de la Universitat de Lleida.
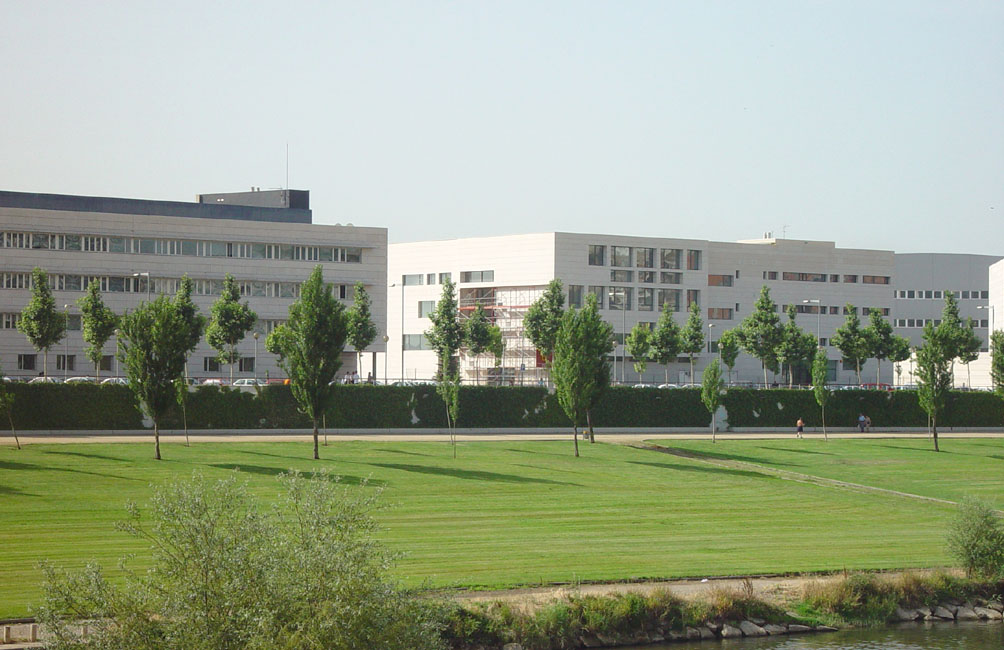
El campus de Cappont
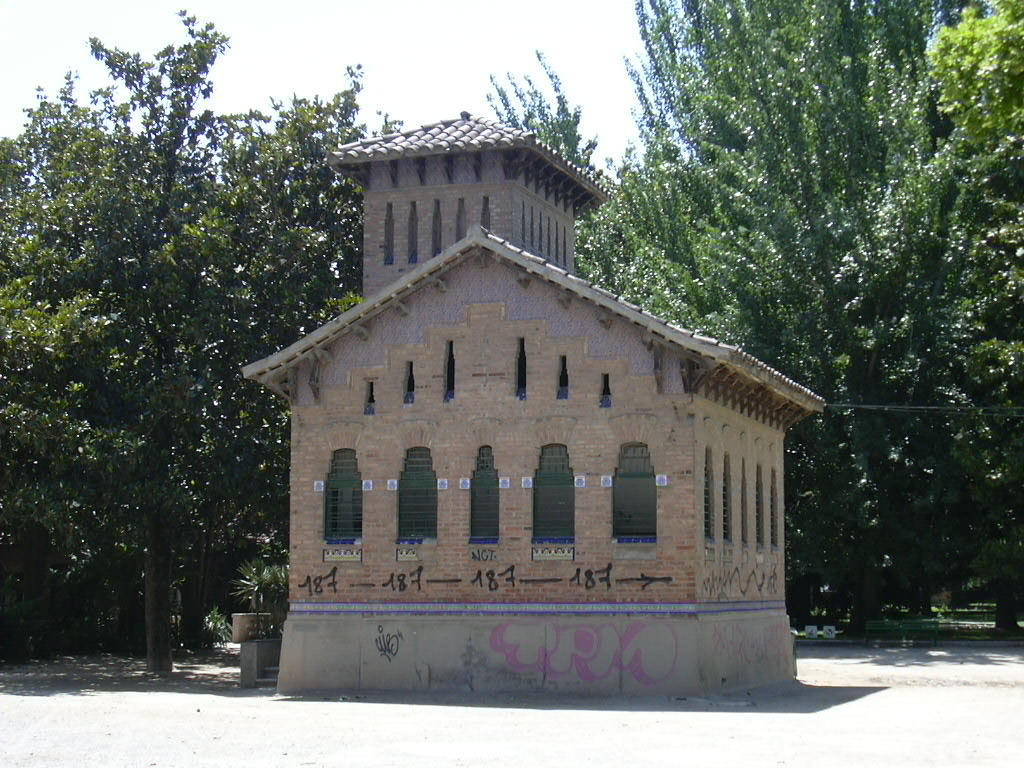
L'Aquàrium dels Camps Elisis, d'estil modernista
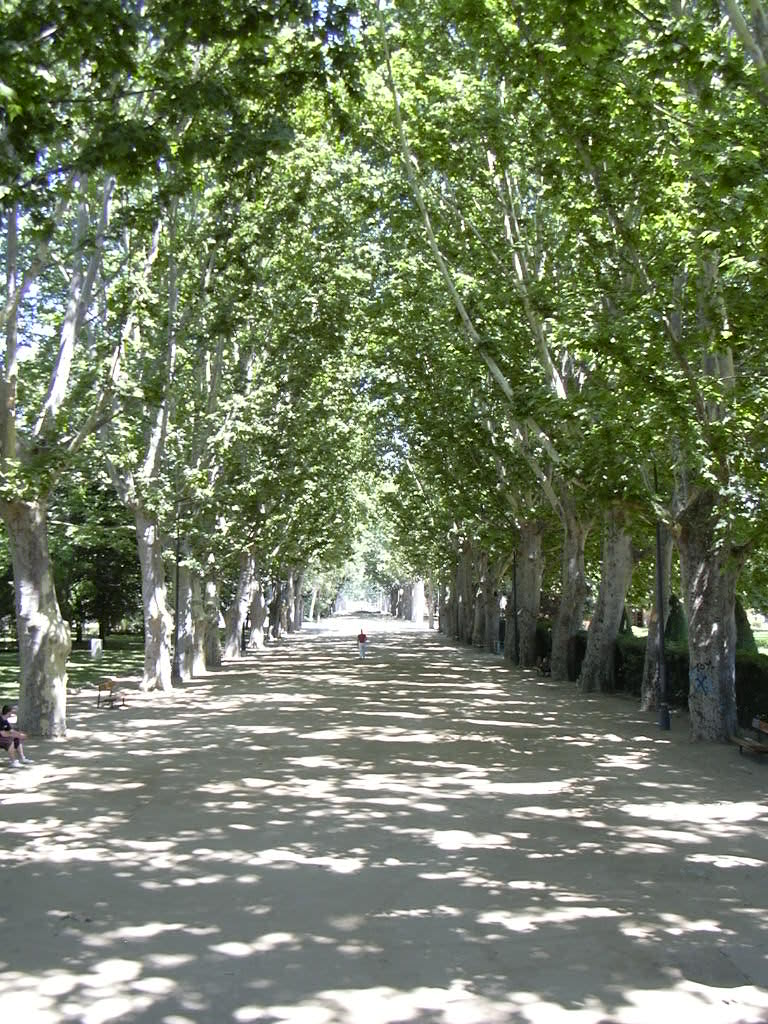
El bulevard dels Camps Elisis
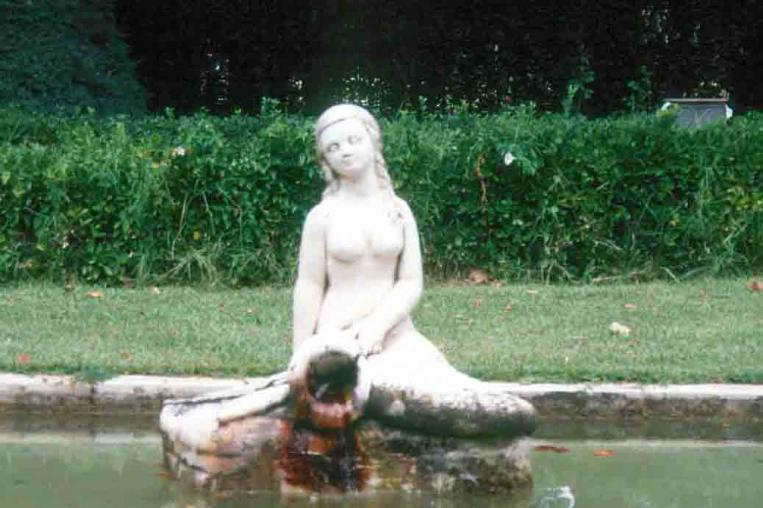
La font de la Sirena dels Camps Elisis
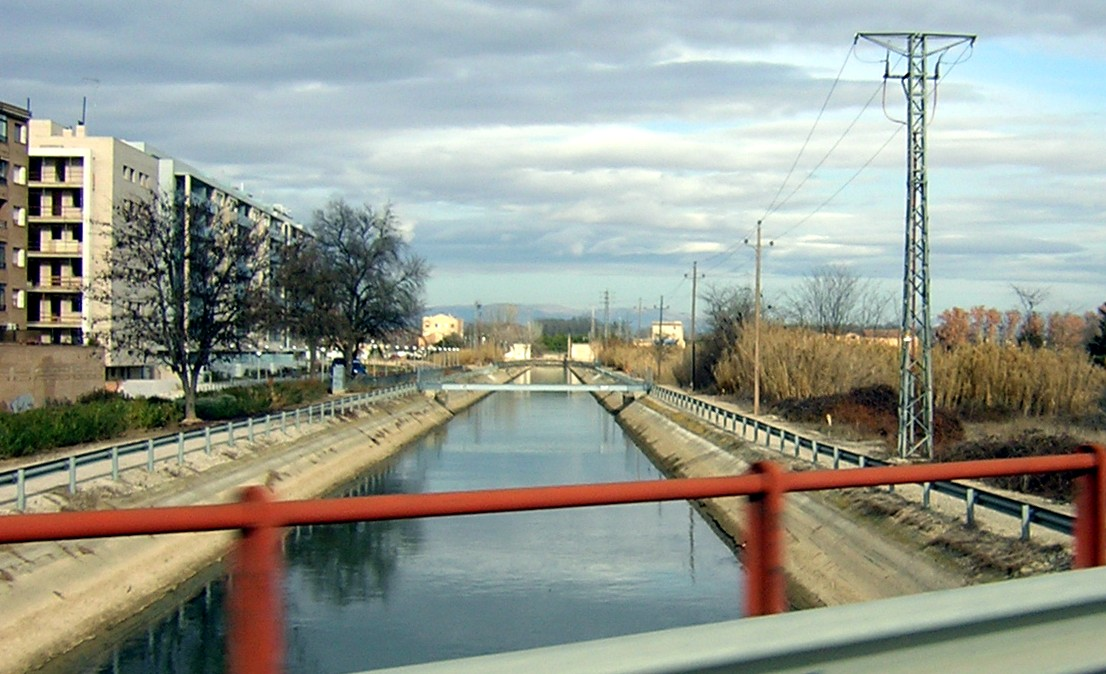
El Canal de Seròs
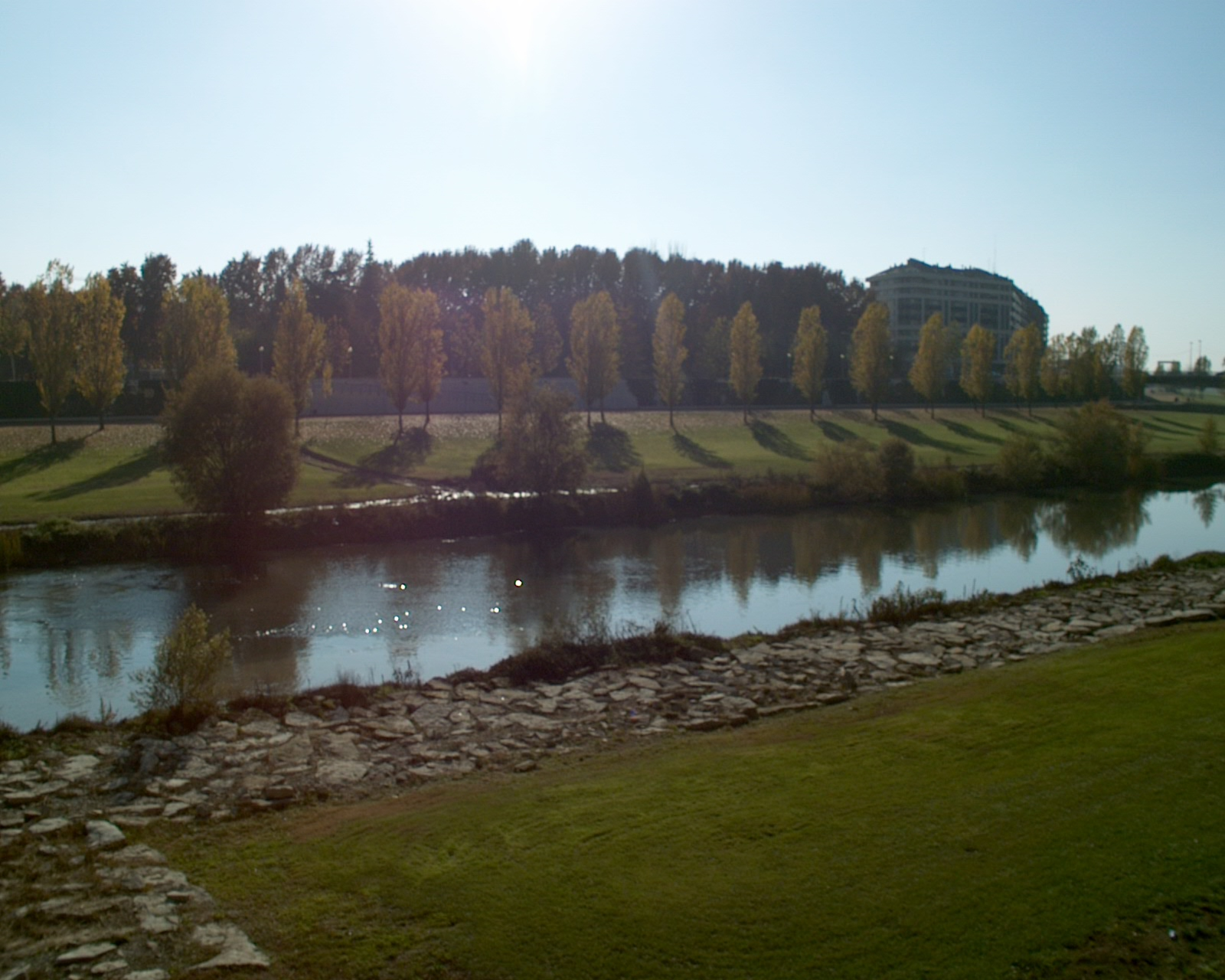
El riu Segre, al seu pas pel barri